# Ведущее число фотовспышки
Ведущее число фотовспышки — условное число, описывающее мощность одноразовой или электронной фотовспышки, и позволяющее легко вычислять правильную экспозицию для импульсного освещения.
Более мощной вспышке соответствует более высокое значение ведущего числа. Удвоение ведущего числа означает удвоение расстояния, на котором возможна нормальная съёмка. Ведущее число относится только к экспозиции, получаемой фотоматериалом или матрицей от светового импульса вспышки, и никак не отражает экспозицию от непрерывного освещения, определяемую выдержкой затвора.

## Описание правила
Выдержка при съёмке с освещением импульсной газоразрядной лампой определяется продолжительностью самого светового импульса, которая всегда значительно короче времени полного открытия затвора фотоаппарата. Поэтому для неавтоматических электронных фотовспышек регулирование экспозиции может осуществляться только изменением диафрагмы объектива и расстояния до освещаемого объекта.
Ведущее число определяется как произведение расстояния на эффективное относительное отверстие объектива, при котором получается правильно экспонированный снимок усреднённого объекта.
Ведущее число = расстояние × диафрагменное число
Эта простая зависимость получается в результате того, что освещённость обратно пропорциональна квадрату расстояния от источника света, в то время, как светопропускание объектива обратно пропорционально квадрату диафрагменного числа. Ведущее число может рассчитываться для расстояний, измеряемых как в метрах, так и в футах. При этом его значение будет различным, но останется экспозиционной константой для конкретного типа фотовспышки. Кроме того, ведущее число может вычисляться для различных значений светочувствительности фотоматериала или матрицы, но для современных вспышек как правило, оно указывается для ISO 100, что оговаривается в документации. Ведущее число советских электронных вспышек указывалось для чувствительности 130 ед. ГОСТ. Так, ведущее число в 20 метров означает, что фотовспышка способна обеспечивать нормальную экспозицию на расстоянии 10 метров при диафрагме f/2 (20 = 10 × 2). Для того же ведущего числа при диафрагме f/8 нормальная экспозиция будет получена на расстоянии 2,5 метра (20 = 2,5 × 8).

## Использование
Правило ведущего числа было единственным способом определения экспозиции неавтоматических вспышек. Подавляющее большинство отечественных приборов импульсного света, остававшихся неавтоматическими до конца производства, снабжались таблицей, составленной на основе ведущего числа. Зная ведущее число, можно вычислить требуемую диафрагму по дистанции фокусировки объектива и без таблицы. Для этого после наводки на резкость со шкалы дистанций объектива считывается расстояние, на которое нужно поделить ведущее число. Например, если снимаемый объект находится на расстоянии 3 метра, то при ведущем числе вспышки 30 диафрагменное число должно составлять 10. В результате выбирается его ближайшее значение из стандартного ряда — f/11. Такой способ вычисления пригоден в случае установки вспышки в башмак фотоаппарата. При использовании импульсного осветителя, установленного отдельно от камеры, учитывается расстояние от него до объекта съёмки. Расположение фотоаппарата в этом случае не имеет значения.
На постоянстве ведущего числа был основан ряд технологий автоматизации съёмки со вспышкой. Так, корпорацией Nippon Kogaku в 1969 году был выпущен объектив «GN Nikkor» 2,8/45 (англ. GN — Guide Number, ведущее число) с механической связью колец фокусировки и диафрагмы. На специальной шкале оправы объектива выставлялось ведущее число фотовспышки, в результате чего кольца дистанции и предустановки прыгающей диафрагмы соединялись, обеспечивая постоянство соотношения расстояния и относительного отверстия. При фокусировке на разные расстояния кольцо диафрагмы автоматически поворачивалось, обеспечивая правильную экспозицию главного объекта съёмки, на который производилась наводка.
В СССР и позже, в России, подобные обьективы промышленостью не выпускались.
Современные автоматические фотовспышки самостоятельно регулируют мощность импульса за счёт изменения его длительности, и их ведущее число является переменным, соответствуя текущим чувствительности, расстоянию и диафрагме. В этом случае ведущее число, указанное в маркировке вспышки обозначает её максимальную мощность, как правило, многократно превосходящую реально используемую в большинстве ситуаций. Возможность регулировки угла освечивания в зависимости от фокусного расстояния объектива, позволяет концентрировать световой поток в пределах сравнительно узких углов, обеспечивая более эффективное использование мощности с длиннофокусными объективами. Для этого используется система из плоских линз Френеля, работающая как афокальная насадка на лампу. В этом случае правило ведущего числа перестаёт работать, поскольку сфокусированный свет вспышки не подчиняется закону обратных квадратов.
Интенсивность света электронных вспышек вычисляется по правилу ведущего числа только при условии отсутствия линз и рассеивателей, а также при прямом освещении. Правило перестаёт работать при установке насадок и при использовании света вспышки, отражённого от стен и потолка. Эти отклонения можно скомпенсировать, вычислив новое ведущее число, приближённо соответствующее полученной интенсивности импульса. В большинстве случаев такие расчёты производятся путём пробных съёмок и анализа полученных снимков. В современной фотографии, когда экспозиция регулируется автоматически, ведущее число в практической работе не используется, а является мерой мощности импульсного осветителя. Часто максимальное ведущее число отражается в названии модели конкретной вспышки, выполняя рекламную роль.
Большинство встроенных вспышек относительно маломощны и обладают ведущим числом не более 5 метров, в то время, как мощные приборы могут давать импульс с ведущим числом до 80 метров.